# Rosendo Hernández
Rosendo Hernández González (né le 1er mars 1922 à Santa Cruz de Tenerife et mort le 3 août 2006 dans la même ville) est un footballeur et entraîneur espagnol.

## Biographie

### Club
Rosendo l'attaquant passe la première partie de sa carrière dans le club espagnol du Cultural y Deportiva Leonesa où il reste jusqu'en 1944, année où il s'en va rejoindre le club catalan de l'Espanyol Barcelone. 
Il y reste en tout six saisons avec l'Espanyol, inscrivant inscrit 52 buts en 129 matchs. Il termine ensuite sa carrière entre 1950 et 1952 au Real Saragosse (14 matchs et 10 buts).
Au total, il dispute 162 matchs dans les divisions professionnelles espagnoles, inscrivant 68 buts.

### International
Rosendo reçoit quatre sélections de 1949 à 1950 avec l'équipe d'Espagne. Il joue son premier match en équipe nationale le 20 mars 1949 en amical face à l'équipe du Portugal. 
Rosendo participe à la Coupe du monde 1950 organisée Brésil, où les Espagnols franchissent le deuxième tour. Lors du mondial, il joue deux matchs : contre les États-Unis et la Suède.

### Entraîneur
Il entreprend une carrière d'entraîneur après celle de joueur. Il prend tout d'abord les rênes du club de sa région des Îles Canaries, l'UD Las Palmas, de 1962 à 1963.
Il va ensuite sur le continent pour entraîner le Betis Séville en 1965, avant de retourner s'occuper de Las Palmas en 1970.
Il termine sa carrière d'entraîneur en 1971 dans son ancien club du Real Saragosse. Au total, il dirige 110 matchs dans les divisions professionnelles espagnoles.